# Жилинская (деревня)
Жилинская — деревня в Шенкурском районе Архангельской области. Входит в состав муниципального образования «Усть-Паденьгское».

## География
Деревня расположена в южной части Архангельской области, в таёжной зоне, в пределах северной части Русской равнины, в 53 километрах на юг от города Шенкурска, на левом берегу реки Паденьга, притока Ваги. Ближайшие населённые пункты: на севере деревня Алешковская, на западе деревня Подгорная, на востоке деревня Васильевская.
Часовой пояс
Жилинская, как и вся Архангельская область, находится в часовой зоне МСК (московское время). Смещение применяемого времени относительно UTC составляет +3:00.

## Население
| 2002 | 2010 | 2012 |
| ---- | ---- | ---- |
| 72   | ↘56  | ↗71  |

## История
Указана в «Списке населённых мест по сведениям 1859 года» в составе Шенкурского уезда(1-го стана) Архангельской губернии под номером «2061» как «Жименская». Насчитывала 7 дворов, 29 жителей мужского пола и 30 женского.
В «Списке населенных мест Архангельской губернии к 1905 году» деревня Жилинская насчитывает 14 дворов, 18 мужчин и 57 женщин.  В административном отношении деревня входила в состав Паденгского сельского общества Устьпаденгской волости.
На 1 мая 1922 года в поселении 22 двора, 35 мужчин и 53 женщины.